# Митровићи (Зета)
Митровићи је насељено мјесто у општини Зета у Црној Гори. Према попису из 2023. било је 278 становника.

## Демографија
У насељу Митровићи живи 229 пунолетних становника, а просечна старост становништва износи 39,4 година (38,4 код мушкараца и 40,4 код жена). У насељу има 83 домаћинства, а просечан број чланова по домаћинству је 3,47.
Становништво у овом насељу веома је хетерогено, а у последња три пописа, примећен је пораст у броју становника.
|  |

| Демографија | Демографија | Демографија |
| Година      | Становника  | Становника  |
| ----------- | ----------- | ----------- |
|             |             |             |
|             |             |             |
|             |             |             |
|             |             |             |
| 1948.       | 159         |             |
| 1953.       | 133         |             |
| 1961.       | 170         |             |
| 1971.       | 178         |             |
| 1981.       | 242         |             |
| 1991.       | 284         | 280         |
| 2003.       | 291         | 288         |
|             |             |             |

| Етнички састав према попису из 2003.‍ | Етнички састав према попису из 2003.‍ | Етнички састав према попису из 2003.‍ | Етнички састав према попису из 2003.‍ | Етнички састав према попису из 2003.‍ |
| ------------------------------------ | ------------------------------------ | ------------------------------------ | ------------------------------------ | ------------------------------------ |
|                                      |                                      |                                      |                                      |                                      |
| Црногорци                            | Црногорци                            |                                      | 181                                  | 62,84%                               |
| Срби                                 | Срби                                 |                                      | 89                                   | 30,90%                               |
| Југословени                          | Југословени                          |                                      | 3                                    | 1,04%                                |
| непознато                            | непознато                            |                                      | 0                                    | 0,0%                                 |

| Година пописа     | 1948. | 1953. | 1961. | 1971. | 1981. | 1991. | 2003. |
| ----------------- | ----- | ----- | ----- | ----- | ----- | ----- | ----- |
| Број домаћинстава | 28    | 27    | 32    | 38    | 49    | 64    | 83    |

| Број чланова      | 1  | 2  | 3  | 4  | 5  | 6  | 7 | 8 | 9 | 10 и више | Просек |
| ----------------- | -- | -- | -- | -- | -- | -- | - | - | - | --------- | ------ |
| Број домаћинстава | 83 | 12 | 14 | 20 | 12 | 14 | 9 | 1 | 0 | 1         | 0      |

| Пол    | Укупно | Неожењен/Неудата | Ожењен/Удата | Удовац/Удовица | Разведен/Разведена | Непознато |
| ------ | ------ | ---------------- | ------------ | -------------- | ------------------ | --------- |
| Мушки  | 119    | 47               | 68           | 2              | 2                  | 0         |
| Женски | 124    | 32               | 67           | 22             | 2                  | 1         |
| УКУПНО | 243    | 79               | 135          | 24             | 4                  | 1         |

| Пол    | Укупно                    | Пољопривреда, лов и шумарство | Рибарство                            | Вађење руде и камена | Прерађивачка индустрија       |
| ------ | ------------------------- | ----------------------------- | ------------------------------------ | -------------------- | ----------------------------- |
| Мушки  | 43                        | 0                             | 0                                    | 1                    | 13                            |
| Женски | 24                        | 2                             | 0                                    | 0                    | 5                             |
| УКУПНО | 67                        | 2                             | 0                                    | 1                    | 18                            |
| Пол    | Производња и снабдевање   | Грађевинарство                | Трговина                             | Хотели и ресторани   | Саобраћај, складиштење и везе |
| Мушки  | 3                         | 3                             | 6                                    | 5                    | 6                             |
| Женски | 1                         | 0                             | 4                                    | 2                    | 1                             |
| УКУПНО | 4                         | 3                             | 10                                   | 7                    | 7                             |
| Пол    | Финансијско посредовање   | Некретнине                    | Државна управа и одбрана             | Образовање           | Здравствени и социјални рад   |
| Мушки  | 0                         | 1                             | 3                                    | 0                    | 2                             |
| Женски | 1                         | 0                             | 3                                    | 3                    | 2                             |
| УКУПНО | 1                         | 1                             | 6                                    | 3                    | 4                             |
| Пол    | Остале услужне активности | Приватна домаћинства          | Екстериторијалне организације и тела | Непознато            | Непознато                     |
| Мушки  | 0                         | 0                             | 0                                    | 0                    | 0                             |
| Женски | 0                         | 0                             | 0                                    | 0                    | 0                             |
| УКУПНО | 0                         | 0                             | 0                                    | 0                    | 0                             |